# Lost Future – Kampf um die Zukunft
Lost Future – Kampf um die Zukunft (Originaltitel: The Lost Future) ist ein Action- und Abenteuer-Fernsehfilm von 2010, der in einer Zukunft spielt, in der die Menschheit fast komplett ausgelöscht wurde. Die Erde ist wieder von großen Wäldern voller Gefahren bedeckt und die wenigen noch existierenden Menschen leben in kleinen Stammesverbänden irgendwo in diesen Wäldern.

## Handlung
Ein isolierter Stamm der Menschen kämpft im Jahr 2510, nach dem Zusammenbruch der menschlichen Zivilisation, verborgen in den riesigen Urwäldern einer zukünftigen Welt ums Überleben. Sie werden von wilden Bestien und mutierten Menschen angegriffen, die eine mysteriöse und tödliche Krankheit in sich tragen. Allein die Nähe zu den Bestien reicht aus, um sich mit ihrer Krankheit zu infizieren. Sobald jemand von ihnen gebissen wird, verwandelt er sich selbst sehr schnell zu einer dieser Bestien.
Savan ist der zukünftige Anführer dieses Stammes. Nach den Geschichten der Ältesten des Stammes sind sie die einzigen überlebenden Menschen dieser feindlichen Welt. Kaleb möchte den Spuren seines Vaters folgen, der weggegangen ist und von anderen Menschen berichtet hat und von der Zivilisation außerhalb. Nachdem er das Lager verlassen will, wird es von Mutanten angegriffen. Ein Großteil des Stammes verschanzt sich in einer Höhle; nur Savan, Kaleb und Dorel überleben außerhalb. Kaleb kann sie überzeugen, dass sie zu dritt ihrem Stamm nicht helfen können und zumindest versuchen müssen, andere Menschen zu finden. Sie treffen auf Amal, der Kaleb schon lange beobachtet, da es der Wunsch von Kalebs Vater war, für dessen Wohlergehen zu sorgen. Amal erzählt ihnen, dass Kalebs Vater das Heilmittel gegen die Mutations-Krankheit entwickelt hat. Dieses wurde jedoch gestohlen. Da Kalebs Vater tot ist, ist Kaleb, der lesen kann, der einzige, der imstande wäre, mehr von diesem immunisierenden Heilmittel herzustellen.
Da der Stamm in der Höhle von den Bestien belagert wird und sie infiziert sind, entwickelt sich diese Mission zu einem Wettlauf gegen die Zeit. Um die Menschheit zu retten, brauchen sie das Gegenmittel für die Seuche in Form eines gelben Pulvers. Der Kampf ums eigene Überleben beginnt und Savan, Kaleb und Dorel, von Amal getrennt, landen bald darauf in der großen Stadt, deren verfallene Häuser an New Yorks Wolkenkratzer erinnern, die dieser als Vorlage dienten.
Dort hat Gagen seine Festung und ist nunmehriger Anführer eines weiteren Stammes überlebender Menschen, die durch Dienst und harte Arbeit sich alle etwas vom Pulver erhoffen, was aber von Gagen unter Verschluss gehalten wird für seine Kinder und Kindeskinder. Es gelingt Kaleb, Savan und Dorel mit Hilfe von Gagens Tochter das Pulver aus dem Versteck zu entwenden und zu fliehen. Gagen verfolgt sie und erschießt dabei Savan. Dorel und Kaleb erreichen mit Amals Hilfe ihr Dorf, das immer noch von Mutanten belagert wird. Amal hat weitere Verbündete aufgetrieben, mit deren Hilfe sie die Mutanten töten. Auch Gagen taucht auf und fordert sein Pulver zurück. Amal wirft sich vor Kaleb und wird verletzt, als Gagen einen Pfeil auf Kaleb abfeuert. Kaleb tötet daraufhin Gagen und die Dorfbewohner werden mit dem Pulver geheilt.
Da das Pulver nahezu aufgebraucht ist, und möglicherweise noch weitere Menschen in dieser Welt überlebt haben, beschließt Kaleb in die Stadt zurückzukehren und dort, nach dem Rezept seines eigenen Vaters, neues Pulver herzustellen, so wie er es Gagens Tochter versprochen hat. Sie selber sagt, dass sie keine Rache möchte und keine Leute losschicken wird wie ihr Vater. Er sah es als Waffe, sie als die Zukunft.
Bei Amals Zuhause unterrichtet Kalebs Schwester die Kinder des Stammes im Lesen, als Kaleb sich von ihr und dem verletzten Amal verabschiedet.

## Hintergrund
Der Hintergrund zu diesem Film ist die Idee, zu zeigen, wie sich einst hoch entwickelte, moderne Menschen in der Zukunft, abgekoppelt von ihren ehemaligen Errungenschaften, wieder zu einer Art Urzeitmenschen zurückentwickeln. Der Anfang des Filmes zeigt eine scheinbar weit zurückliegenden Zeit, es existieren jedoch moderne Elemente wie beispielsweise Ferngläser. Die Figur Kaleb, dessen Vater noch lesen konnte, besitzt beispielsweise ein Tom-Sawyer-Buch.
Gedreht wurde der Film als deutsch-südafrikanische Co-Produktion der Universum Film, Film Afrika Worldwide und Tandem Communications in Südafrika. Zusätzlich kamen Computer-Effekte wie die 3D-Animation des Riesenfaultiers zum Einsatz. Für die Dreharbeiten wurden rund sieben Millionen US-Dollar aufgewendet.
Am 13. November 2010 wurde Lost Future vom US-Sender Syfy erstausgestrahlt. Die deutschsprachige Fernsehausstrahlung erfolgte am 3. April 2011 auf RTL. Am 25. März 2011 erschien der Film auf DVD und Blu-ray Disc.

## Kritiken
Die Kritiken zu diesem Film fallen, trotz zum Teil hochkarätiger Besetzung, überwiegend negativ aus:

„Das Endzeit-Abenteuer auf RTL bringt nicht viel Neues hervor. Wie üblich in diesem Genre, werden die Monster, Mutanten, Zombies oder wie hier Bestien auf die Menschheit losgelassen. Eine hintergründige und vielschichtige Story wird vermisst. Allein die Actionszenen sind in dem Film ein Genuss, doch am Rande passiert zuviel Effekthascherei. Ein typischer Weltuntergangs-Movie ist es geworden, doch mehr nicht. […] Doch ob sich diese Investition tatsächlich ausgezahlt hat, ist am Ende Erbsenzählerei. Die logischen Fehler, die dennoch billige computertechnisch aufbereiteten Effekte und die große Langeweile zwischendurch sind Eckpunkte des Films, die im Prinzip keinen müden Dollar wert gewesen wären. Auch das Staraufgebot aus englischen und kanadischen Schauspieler von Rang und Namen, auch wenn es gerade junge Schauspieler sind, kann den Film aufgrund seiner konzeptionellen Schwächen nicht retten. So bleiben nur wenige beeindruckende Bilder übrig, die von einer leidlichen Suche nach dem Sinn des Films über 90 Minuten überschattet wird.“

„Gradlinigkeit auf allen Ebenen ist es, was diesen sieben Mio. Dollar teuren Film vor allem auszeichnet. Die Charaktere sind klar, die Erzählweise des Regisseurs Mikael Salomon, der für seine Arbeit an der Serie ‚Band of Brothers‘ mit dem Emmy-Award geehrt wurde, ist schnörkellos und spannungsreich. Die Bedrohung durch wilde Tiere und Zombies treibt die Figuren an, daneben gibt es die üblichen Konflikte über Führungsqualitäten und um Frauen. Im Cast sticht ‚Der Herr der Ringe‘-Darsteller Sean Bean heraus. Junge attraktive Schauspielerinnen wie Annabelle Wallis (‚Die Tudors‘) bieten in ihrem knappen Steinzeit-Dress vor allem hohe Schauwerte, genauso wie die unheimliche Dschungellandschaft oder die von Efeuranken überwucherte Ruinenstadt.“

„Am Ende ist daraus wieder nur ein typisches Menschheit-Untergangs-Movie geworden, das beim verwendeten Budget -natürlich- und höchstens TV-Norm erfüllen kann. Und es geht in THE LOST FUTURE-KAMPF UM DIE ZUKUNFT erneut um Future-Wahnsinn, Mensch-Sein im Einklang mit der Natur, um Tiere, Männer und Bibelzitate, welche eher leidlich von wilder Exotik begleitet werden. So bleiben selbst beim Staraufgebot nur ein paar beeindruckende Bilder im Kopf. Dazwischen aber, lauert viel Langeweile und geschwurbelte Sinnsuche auf den Zuschauer. Gewollt computertechnisch billig hin oder her – so macht Fernsehen oder DVD jedenfalls nicht wirklich spass.“